# Nieulle-sur-Seudre
Nieulle-sur-Seudre là một xã trong tỉnh Charente-Maritime trong vùng Nouvelle-Aquitaine tây nam nước Pháp. Xã này nằm ở khu vực có độ cao từ 0-9 mét trên mực nước biển.